# Notobasis syriaca
Notobasis syriaca es una de dos especies del género Notobasis, es parecido a un cardo en la familia Asteraceae.

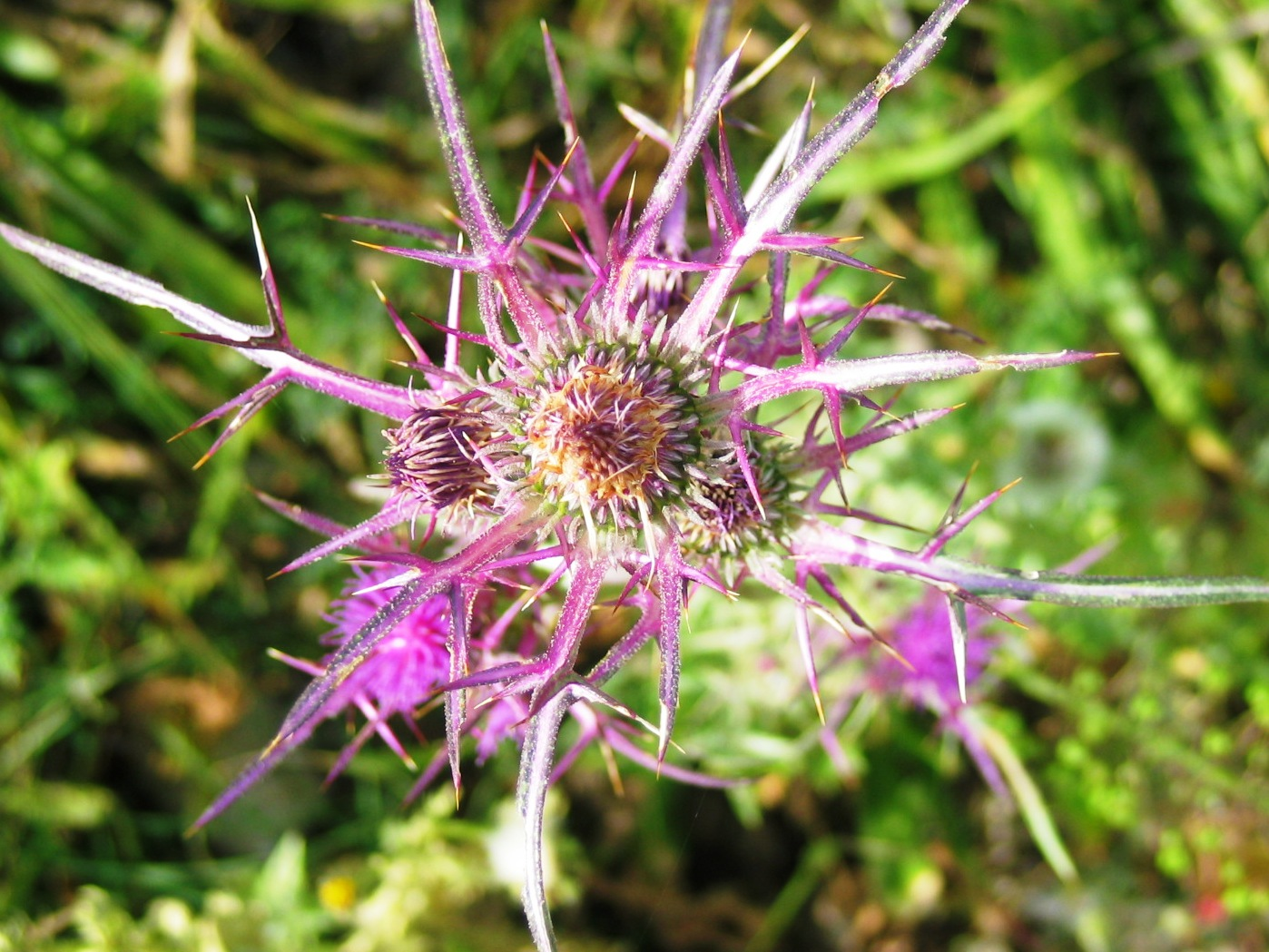
Inflorescencia

## Descripción
Es una planta anual perteneciente a la flora del semidesierto que alcanza 30-100 cm de altura. Las hojas salen en espiral de los tallos, son profundamente lobuladas y de color verde-gris con las nervaciones blancas y fuertes espinos en los márgenes y ápices. Las flores son púrpuras, produciendo una densa inflorescencia de 2 cm de diámetro, rodeadas por varias brácteas espinosas. 

## Distribución
Es nativo de la región del Mediterráneo y del Medio Oriente, de Madeira, las Islas Canarias, Marruecos y Portugal en el este Egipto, Irán y Azerbaiyán.

## Taxonomía
Notobasis syriaca fue descrita por (L.) Cass. y publicado en Dict. Sci. Nat., ed. 2. [F. Cuvier] 25: 225. 1822; 35: 170. 1825.
Sinonimia
- Carduus syriacus L.
- Cirsium bracteatum Link
- Cirsium maculatum Moench
- Cirsium syriacum (L.) Gaertn.
- Cnicus obvallatus Salzm. ex DC.
- Cnicus syriacus (L.) Willd.
- Cnicus syriacus (L.) Roth[2]